# Felis margarita harrisoni
Felis margarita harrisoni es una subespecie de gato de las arenas.
Estos mamíferos carnívoros se encuentran en las zonas desérticas de Arabia y Jordania.
Los gatos de las arenas son algunos de los más pequeños de los gatos salvajes. Tienen un pelo tupido que cubre las plantas de los pies, lo que les da protección sobre el terreno caliente y les ayuda a moverse mejor por la arena. Comen gran variedad de roedores, particularmente gerbillos, reptiles y frecuentemente liebres y aves. También suelen cazar serpientes. Obtienen el agua que necesitan de lo que comen.